# ثوابة بن سلامة الجذامي
ثوابة بن سلامة الجذامي أحد ولاة الأندلس في عهد الدولة الأموية.
قدم ثوابة بن سلامة الجذامي إلى الأندلس في جند فلسطين الذين دخلوا الأندلس ضمن جند الشام في عهد عبد الملك بن قطن. ولما ولي أبو الخطار الكلبي الأندلس، انحاز أبو الخطار للعرب اليمانية على حساب المضرية، مما أجج الصراعات القبلية في الأندلس. ثم ازداد الأمر تأزمًا بعد أن أهان الصميل بن حاتم زعيم القبائل القيسية المضرية في الأندلس. فلجأ الصميل إلى التحالف مع اللخميين والجذاميين. لخلع أبي الخطار وتولية أحدهم مكانه، فوافقوه إلى ذلك وخلعوا أبي الخطار، وولوا مكانه ثوابة بن سلامة على الأندلس، وسجن ثوابة أبي الخطار.
ولي ثوابة الأندلس لنحو عام ونصف ضبط خلالها أحوال الأندلس، بمعاونة حليفه الصميل. ثم توفي ثوابة في المحرم من عام 129 هـ، فاضطربت الأحوال مرة أخرى بين أهل الأندلس نحو أربعة أشهر على من يلي الأمر، قام خلالها عبد الرحمن بن كثير اللخمي بالأحكام دون ولاية، إلى أن استقر الأمر لولاية يوسف بن عبد الرحمن الفهري.